# Eopenthes germanus
Eopenthes germanus är en skalbaggsart som beskrevs av Sharp 1908. Eopenthes germanus ingår i släktet Eopenthes och familjen knäppare. Inga underarter finns listade i Catalogue of Life.